# Kampimodromus echii
Kampimodromus echii är en spindeldjursart som beskrevs av Ferragut och Pena-Estevez 2003. Kampimodromus echii ingår i släktet Kampimodromus och familjen Phytoseiidae. Inga underarter finns listade i Catalogue of Life.